# Festival du film de Sundance 2019
Le festival du film de Sundance 2019, 35e édition du festival (35th Sundance Film Festival), organisé par le Sundance Institute, se déroule du 24 janvier au 3 février 2019.

## Déroulement et faits marquants
Le 18 janvier 2019 est annoncé les membres des différents jurys, ainsi que le nom de la maîtresse de cérémonie de clôture, Marianna Palka.
Robert Redford annonce à l'ouverture du festival qu'il souhaite prendre du recul dans la gestion du festival.
Le 3 février 2019, le palmarès est dévoilé : le Grand prix du film de fiction est décerné au film Clemency de Chinonye Chukwu et le grand prix du film documentaire est décerné au film One Child Nation.

## Jurys

### Jury duprix Alfred P. Sloan
- Mandë Holford
- Katie Mack
- Sev Ohanian
- Lydia Dean Pilcher
- Corey Stoll, acteur  États-Unis

### US Documentary Competition Jury
- Lucien Castaing-Taylor,  anthropologue, artiste vidéo et photographe  Royaume-Uni
- Yance Ford, cinéaste  États-Unis
- Rachel Grady, réalisatrice  États-Unis
- Jeff Orlowski, réalisateur et producteur  États-Unis
- Alissa Wilkinson, scénariste et journaliste  États-Unis

### US Dramatic Competition Jury
- Desiree Akhavan, scénariste et réalisateur
- Damien Chazelle, réalisateur  États-Unis
- Dennis Lim, directeur des programmes du Film Society of Lincoln Center
- Phyllis Nagy, scénariste et réalisatrice
- Tessa Thompson, actrice  États-Unis

### World Cinema Documentary Competition Jury
- Maite Alberdi
- Nico Marzano
- Véréna Paravel

### World Cinema Dramatic Competition Jury
- Jane Campion, scénariste et réalisatrice  Nouvelle-Zélande
- Charles Gillibert, producteur  France
- Ciro Guerra, scénariste et réalisateur  Colombie

### Shorts Competition Jury
- Young Jean Lee
- Carter Smith, réalisateur et photographe  États-Unis
- Sheila Vand, actrice  États-Unis

### NEXT
- Laurie Anderson, artiste expérimentale et musicienne  États-Unis

## Sélection

### En compétition

#### US Dramatic Competition
- Before You Know It de Hannah Pearl Utt
- Big Time Adolescence de Jason Orley
- Brittany Runs a Marathon de Paul Downs Colaizzo
- Clemency de Chinonye Chukwu
- L'Adieu (The Farewell) de Lulu Wang
- Hala de Minhal Baig
- Honey Boy de Alma Har'el
- Imaginary Order de Debra Eisenstadt
- The Last Black Man in San Francisco de Joe Talbot
- Luce de Julius Onah
- Ms. Purple de Justin Chon
- Native Son de Rashid Johnson
- Share de Pippa Bianco
- The Sound of Silence de Michael Tyburski
- Le Souffle du serpent (Them That Follow) de Britt Poulton et Dan Savage
- To the Stars de Martha Stephens

#### World Cinema Dramatic Competition
- Monos de Alejandro Landes

## Palmarès

### Longs métrages
- Grand Jury Prize - U.S. Dramatic : Clemency de Chinonye Chukwu.
- U.S. Dramatic Audience Award : Brittany Runs a Marathon de Paul Downs Colaizzo.
- U.S. Dramatic Directing Award : Joe Talbot pour The Last Black Man in San Francisco.
- U.S. Dramatic Waldo Salt Screenwriting Award : Pippa Bianco pour  Share.
- Grand Jury Prize - U.S. Documentary : One Child Nation
- World Cinema Grand Jury Prize - Dramatic : The Souvenir de Joanna Hogg.
- World Cinema Dramatic Audience Award : Queen of Hearts de May el-Toukhy.
- World Cinema Dramatic Directing Award : Lucía Garibaldi pour The Sharks.
- World Cinema Dramatic Special Jury Award for Acting : Krystyna Janda pour Dolce Fine Giornata.
- World Cinema Dramatic Special Jury Award for Screenwriting :
- World Cinema Dramatic Special Jury Award for Ensemble Acting :
- World Cinema Grand Jury Prize - Documentary : Honeyland de Ljubomir Stefanov et Tamara Kotevska.